# ITF Women's Circuit Chiasso 2014
L'ITF Women's Circuit Chiasso 2014 è stato un torneo di tennis facente parte della categoria ITF Women's Circuit nell'ambito dell'ITF Women's Circuit 2014. Il torneo si è giocato a Chiasso in Svizzera dal 21 al 27 aprile 2014 su campi in terra rossa e aveva un montepremi di $25,000.

## Vincitrici

### Singolare
Lucie Hradecká ha battuto in finale  Tereza Mrdeža con il punteggio di 6–3, 7–6(7–4)

### Doppio
Chiara Grimm /  Jil Belen Teichmann hanno battuto in finale  Alice Matteucci /  Camilla Rosatello con il punteggio di 7–5, 6–3